# The Nearest Faraway Place Volume 2
The Nearest Faraway Place Volume 2 is het twaalfde solomuziekalbum van de Nederlandse componist en speler van elektronische muziek Gert Emmens. De muziek voor dit studioalbum was gecomponeerd voor het concert dat Emmens gaf op E-Day op 10 april 2009. E-Day, ditmaal in Theater De Enk in Oirschot, is een initiatief van Groove Unlimited. De gitaar van deel 1 is verdwenen; het album heeft echter vocale passages. Er wordt gezongen door Cara and Natxo Asenjo-Fernández (Spaans) en Eline Feldbrugge (Frans). Door het ontbreken van de gitaar is het symfonische rockgedeelte verdwenen.
Net als bij album deel 1 is er sprake van één lange compositie van ongeveer 60 minuten verdeeld in zeven secties. De muziek is in de voor Emmens gebruikelijke stijl, voornamelijk Berlijnse School voor Elektronische Muziek. Deel 3 verscheen in 2010.

## Hoes
De hoes is een bewerking van het schilderij Tuin in Toulouse (1990) van Joeri Poegatsjov

## Muziek
| Nr. | Titel                               | Duur  |
| --- | ----------------------------------- | ----- |
| 1.  | The Nearest Faraway Place (part 8)  | 8:51  |
| 2.  | The Nearest Faraway Place (part 9)  | 9:24  |
| 3.  | The Nearest Faraway Place (part 10) | 10:05 |
| 4.  | The Nearest Faraway Place (part 11) | 5:42  |
| 5.  | The Nearest Faraway Place (part 12) | 6:20  |
| 6.  | The Nearest Faraway Place (part 13) | 12:17 |
| 7.  | The Nearest Faraway Place (part 14) | 19:03 |